# Simon Kunz
 (mars 2025).
Motif : Où est la notoriété démontrant l'admissibilité de l'article ?
- Archive Wikiwix
- Bing
- Cairn
- DuckDuckGo
- E. Universalis
- Gallica
- Google
- G. Books
- G. News
- G. Scholar
- Persée
- Qwant
- (zh) Baidu
- (ru) Yandex
- (wd) trouver des œuvres sur Wikidata

| 1. | Préciser le motif de la pose du bandeau. | Précisez le motif de la pose du bandeau en utilisant la syntaxe suivante : {{admissibilité à vérifier\|date=mars 2025\|motif=remplacez ce texte par le motif}}                  |
| 2. | Informer les utilisateurs concernés.     | Pensez à avertir le créateur de l'article, par exemple, en insérant le code ci-dessous sur sa page de discussion : {{subst:avertissement admissibilité à vérifier\|Simon Kunz}} |

 (août 2019).
Si vous disposez d'ouvrages ou d'articles de référence ou si vous connaissez des sites web de qualité traitant du thème abordé ici, merci de compléter l'article en donnant les références utiles à sa vérifiabilité et en les liant à la section « Notes et références ».
Pour les articles homonymes, voir Kunz.
Simon Kunz (né en 1962) est un acteur britannique.

## Filmographie

### Cinéma
- 1995 : Le Manuel d'un jeune empoisonneur (The Young Poisoner's Handbook) de Benjamin Ross
- 1995 : GoldenEye
- 1998 : À nous quatre
- 2006 : Désaccord parfait
- 2006 :  Blackbeard: Terror at Sea
- 2008 : La Cité de l'ombre
- 2020 : Eight for Silver

### Télévision
- 2015- : The Last Kingdom (série télévisée) : Odda l'Ancien
- 2022 : This England (mini-série)